# Turul (périodique)

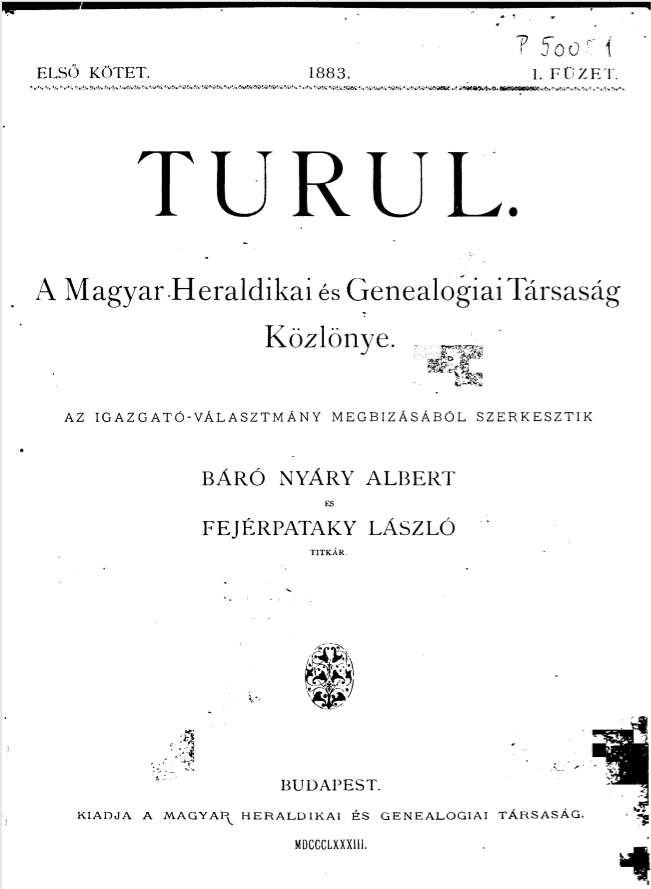
Turul (1883)

Turul est le nom de la gazette de la Société héraldique et généalogique hongroise fondée en 1883.

## Histoire
Son nom est de celui de l'oiseau mythologique qui guida les tribus magyares lors de l'Honfoglalás.
Cette gazette parait tous les trimestres jusqu'en 1943 et rapporte les activités et le travail scientifique de la Société. Ainsi, plus de 240 numéros voient le jour entre 1883 et 1951, date à laquelle le périodique cesse de paraître: la Hongrie communiste de Rákosi est hostile à la discipline héraldique et ses sciences auxiliaires, étiquetées « féodales », sont retirées des programmes d'études universitaires. Outre des raisons politiques existent aussi des raisons financières. La société n'a en effet plus aucun actif après la Seconde Guerre mondiale et ne peut compter que sur le soutien de l'État. Après plusieurs décennies Turul réparait en 1992 sous la forme d'un « volume de synthèse 1951-1992 ». Il existe alors chez les professionnelles, les historiens, ainsi que parmi les amateurs, une demande nouvelle à la suite du changement de régime.
Le 31 mai 1992, la Société historique hongroise, les Archives nationales hongroises et la Société héraldique et généalogique hongroise signent un accord de coopération pour la publication de la gazette  (ISSN 1216-7258).

## Sources, liens externes
- Kislexikon
- Samu Borovszky : Név- és tárgymutató a Turul 1883-1892. évfolyamához. Budapest, 1893.
- Antal Fekete Nagy : Név- és tárgymutató a Turul 1893-1936. évfolyamaihoz. Budapest, 1937
- Turul
- Dr Éva Straub-Nyulászi: 115 ans du Turul
- Turul, 1883-1900
- Base de données Matarka
- Critique de livre hongrois